# Salts als Jocs Olímpics d'estiu de 1920 - Trampolí de 3 metres femení
El salt de trampolí de 3 metres femení fou una de les cinc proves de salts que es disputà dins el programa dels Jocs Olímpics d'Anvers del 1920. Aquesta fou la primera vegada que es disputava una prova de trampolí en categoria femenina en uns Jocs Olímpics. La prova es va disputar el 29 d'agost de 1920. Hi van prendre part quatre saltadores, totes dels Estats Units.

## Medallistes
| Or                  | Plata                  | Bronze             |
| Aileen Riggin (USA) | Helen Wainwright (USA) | Thelma Payne (USA) |

## Resultats
En haver-hi sols quatre participants van passar directament a la final.

### Final
| Pos | Saltadora              | Punts | Puntuació |
| --- | ---------------------- | ----- | --------- |
| 1   | Aileen Riggin (USA)    | 9     | 539.9     |
| 2   | Helen Wainwright (USA) | 9     | 534.8     |
| 3   | Thelma Payne (USA)     | 12    | 534.1     |
| 4   | Aileen Allen (USA)     | 20    | 489.8     |